# 牠：第二章
是一部2019年美國超自然冒險恐怖片，由安迪·馬希提執導，蓋瑞·道柏曼編劇。電影改編自史蒂芬·金的1986年小說《牠》，為2017年電影《牠》的續集，由新線影業、林氏電影公司、凱森史密斯製作公司和眩暈娛樂製片，華納兄弟發行。
電影主演包括潔西卡·崔絲坦、詹姆斯·麥艾維、比爾·哈德、以賽亞·穆斯塔法、傑·瑞安、詹姆士·蘭森、安迪·賓和比爾·史柯斯嘉。主體拍攝於2018年6月18日在加拿大多倫多進行，並於10月31日結束拍攝。
《牠：第二章》於2019年9月6日在美國上映。

## 劇情
2016年，緬因州德利鎮，一對男同性戀情侶離開小鎮嘉年華路上遭到四名反同性戀的青少年暴力襲擊，當中的亞卓安·麥隆被扔下橋墜河，被經過27年再現的跳舞小丑潘尼懷斯拉上岸後咬死。而在27年前擊退過潘尼懷斯的麥克·韓洛迅速聯繫他的童年夥伴，原先「魯蛇俱樂部」全員比爾·丹柏、貝芙莉·馬許、瑞奇·托茲、班·漢斯康、艾迪·卡斯布拉克與史丹利·尤瑞斯。大部分人都以朦朧的童年回憶與不詳預感而回去故鄉，貝芙莉藉機逃出她的暴力丈夫的魔掌，當中最為膽小的史丹利選擇在浴缸裡割腕自殺辭世。俱樂部全員在德利鎮的中餐廳匯聚把酒歡，麥克慢慢陳述將眾人叫回故鄉是為了對付潘尼懷斯，希望他們不要違背童年時發下過的血誓。一瞬間，餐桌上的幸運餅乾變成立體化的恐怖幻覺，眾人同時得知史丹利已死的噩耗，受驚嚇的艾迪和瑞奇準備帶頭離開小鎮。
麥克堅持說服比爾到他住的圖書館，靠下迷幻藥來為比爾展示所有的起源：千年前，潘尼懷斯伴隨一顆隕石從天而降，隕石坑上方如今建立德利鎮，原先的美國原住民肖科皮瓦族曾經用楚德儀式對付過潘尼懷斯；而自己經過多年探索得到儀式所需的文物，認為完成儀式就能徹底消滅牠。而貝芙莉27年前曾直視過潘尼懷斯的力量來源「死光」，由此預見到她們眾人的未來，包括史丹利的死、以及她們最後會全軍覆沒。其他人恐慌這一切開始成真，勉強決定留下來拼死對抗。麥克告知儀式需要祭獻象征著他們所有人童年的私人物品，所有人於是分頭挖掘童年，開始從他們1989年夏季時起內杠分開後各自的一個月經歷來尋找。與此同時，曾經霸凌過俱樂部全員的惡霸亨利·鮑爾斯，27年來因弒父而住進精神病院，精神錯亂的他再度受潘尼懷斯誘惑，在當晚越獄回去故鄉繼續未完的使命。
正當潘尼懷斯在小鎮各處吃小孩積攢力量時，俱樂部全員首先到班搭建的地洞小屋獲取史丹利準備的浴帽，貝芙莉獨自回去她與父親住過的老家公寓，受住在裡面的新屋主克什太太接待、到她的舊房間拿到她童年收到過的情書信。不久，她發現克什太太實為潘尼懷斯所化身，嚇得跑出去才發現公寓樓早已遺棄多年。班手中留有僅貝芙莉簽過名的畢業紀念冊中的書頁，瑞奇和艾迪各自分別經歷潘尼懷斯製造的恐怖幻覺後，分別獲得遊戲幣與吸入器作為祭品；而艾迪一度勇敢反抗在面前化身成麻風病人的潘尼懷斯，目睹潘尼懷斯當時在他面前慢慢縮小，但也吐了他一身。
比爾在本地店裡買回他童年時的腳踏車，回到他弟弟小喬失蹤時的下水道口，遭遇潘尼懷斯嘲弄的同時取回小喬的紙船。比爾遇到當時住在他老家住宅的小男孩狄恩，試圖勸他不要去小鎮嘉年華，但狄恩沒有聽他的話。比爾擔心狄恩會像小喬一樣落入潘尼懷斯魔掌，便跟著狄恩至嘉年華中的歡樂屋，最後隔著一層厚玻璃、無奈地目睹潘尼懷斯殺死狄恩。麥克取回童年時跟鮑爾斯幫發生石頭大戰時扔的石頭作為祭品，在圖書館等其他人時遭遇鮑爾斯偷襲，險些被殺之際，瑞奇趕來拿一把古董鋤刀殺死鮑爾斯。眾人匯聚後得知比爾決定不顧一切回去潘尼懷斯藏身的鬼屋獨自對抗，只能集體來到屋前說服比爾要一起行動。俱樂部全員靠屋子地下室的水井回到下水道深處，用一道暗門進入地下深洞，洞窟連通著潘尼懷斯降臨地球時的隕石坑，同時是牠休眠的巢穴。
俱樂部全員站在隕石坑中央，將文物點燃後命令所有人焚化各自的祭品，手牽手等待著死光掉進文物裡自我熄滅。然而，潘尼懷斯隨即現身，甚至巨大化變成蜘蛛形態，嘲諷麥克從未透漏過原先進行過儀式的原住民集體喪命的實情。無力還擊的眾人斥責麥克隱瞞事實，只能分頭四處躲藏，但各自都困入潘尼懷斯用他們各自童年的深層恐懼所製造的幻覺中。喪失鬥志的麥克本想尋死，而瑞奇跑來對牠大聲嚷嚷，卻直視死光而陷入緊張狀態。艾迪拿手上的鋼筋刺傷潘尼懷斯並救下瑞奇，但他自己卻遭到潘尼懷斯襲擊至重傷。比爾、貝芙莉和班分別靠正視恐懼、勇敢面對未來的決心而擺脫幻覺，一行人重聚後大聲詆毀潘尼懷斯，大喊牠“只是一個無能小丑”。隨著獵物不再恐懼，潘尼懷斯慢慢縮小至嬰兒大小而無力反擊，一行人將牠的心臟拔出後聯手擠碎，徹底終結牠的生命。
潘尼懷斯被消滅後，艾迪也傷重死去，整座巢穴隨即崩塌，眾人沒能帶走其遺體而逃出毀於一旦的鬼屋。一行人跳進森林湖中沖洗掉身上的血，安慰痛失艾迪的瑞奇，班和貝芙莉也成功走到一起；而眾人分離前，發現他們童年發下血誓時所留的傷疤已消失。瑞奇將他自小暗戀的艾迪之姓名首字母重新刻在橋邊來紀念他，使命完成的麥克正式搬離德利鎮，其他人也回到各自的生活中。最後，眾人共同收到史丹利自殺前為他們所有人寄出的信，其在信中表示自己只會變成累贅，只能靠自殺辭世來讓夥伴有能力還擊，最後希望他們即便天各一方，都要有一個充實的全新未來。

## 演員
- 潔西卡·崔絲坦 飾演 貝芙莉·馬許（英语：Beverly Marsh）：魯蛇俱樂部中唯一的女孩，童年在校時被濫交謠言纏身，在家裡還經常受佔有欲強烈的父親精神虐待。但她助人為樂的個性使她成為俱樂部一份子，得到比爾和班的愛慕。長大後搬到紐約，成為一位成功的時尚設計師，但同時嫁給一位生性暴力的丈夫湯姆·羅根且飽受虐待。

- 蘇菲亞·莉莉絲 飾演 年幼的貝芙莉。

- 詹姆斯·麥艾維 飾演 比爾·丹柏（英语：Bill Denbrough）：魯蛇俱樂部中最重情重義、足智多謀的成員，被其他成員推選為領袖，講話結巴但內心勇敢。年幼時弟弟小喬被潘尼懷斯拐走，急切想找到弟弟而引發俱樂部跟潘尼懷斯的對決。長大後搬到洛杉磯，成為一位知名神秘小說作者兼電影編劇，娶了一位電影明星奧德菈·菲利普斯。

- 傑登·里柏赫 飾演 年幼的比爾。

- 比爾·哈德 飾演 瑞奇·托茲（英语：Richie Tozier）：魯蛇俱樂部中的話癆，比爾的摯友，個性幽默、嘴巴不停歇，頻繁多嘴的他經常惹禍上身。長大後搬到芝加哥，成為一名成功的單口喜劇演員。

- 芬恩·沃夫哈德 飾演 年幼的瑞奇。

- 以賽亞·穆斯塔法（英语：Isaiah Mustafa） 飾演 麥克·韓洛（Mike Hanlon）：魯蛇俱樂部中最晚加入的成員，童年時目睹父母死於公寓火災後在家自學，加入俱樂部便改變他過去畏畏縮縮的內向性格。長大後成為唯一沒有離開過德利鎮的人，住在當地圖書館裡搜集有關潘尼懷斯的資料，藉以尋找其弱點來一舉消滅牠。

- 裘森·賈布斯 飾演 年幼的麥克。

- 傑·瑞安 飾演 班·漢斯康（Ben Hanscom）：魯蛇俱樂部中最知識淵博的成員，童年時體形肥胖、但富有責任感。內向的他只喜歡埋頭讀書，多年來都愛慕著給予他勇氣的貝芙莉。長大後成功瘦身，且是一名富有的建築師，成立一間建築公司，但未婚的他獨居在紐約上州，至今不忘卻對貝芙莉的感情。

- 傑瑞米·雷·泰勒 飾演 年幼的班。

- 詹姆士·蘭森 飾演 艾迪·卡斯布拉克（英语：Eddie Kaspbrak）：魯蛇俱樂部中疑病症最重的成員，童年時被母親過度約束和保護，隨身帶著一系列藥品。長大後搬到紐約，在保險公司從事風險評估工作，娶了一位與她母親酷似的女子麥拉。

- 傑克·狄倫·葛雷瑟 飾演 年幼的艾迪。

- 安迪·賓（英语：Andy Bean (actor)） 飾演 史丹利·尤瑞斯（Stanley Uris）：魯蛇俱樂部中唯一的猶太人，身為猶太教士之子，對宗教沒有興趣卻也缺乏主見，只能對父親言聽計從，念不好宗教經文時總是被父親羞辱。長大後成為亞特蘭大的一間大型會計公司的合夥人，與一名教師佩蒂·布魯結婚。

- 懷特·歐雷夫 飾演 年幼的史丹利。

- 蒂奇·格蘭特（英语：Teach Grant） 飾演 亨利·鮑爾斯（Henry Bowers），一位強悍暴戾的反社會少年，曾經是校園和小鎮中的知名惡霸，領導著「鮑爾斯幫」，直到被潘尼懷斯逼瘋而殺光朋友和父親，乃至住進精神病院27年。如今再度被潘尼懷斯利用，追殺魯蛇俱樂部。

- 尼可拉斯·漢彌頓 飾演 年輕的亨利。

- 比爾·史柯斯嘉 飾演 牠／跳舞小丑潘尼懷斯：一個古老、跨維度的小丑邪靈，每隔二十七年則會甦醒一次，通過穿梭於下水道而在德利鎮作亂，抓走各處小孩並將其作為食物吃掉，每個小孩心中的恐懼是他的最大武器。1989年時受魯蛇俱樂部擊敗而提早進入休眠，這27年來一直在積攢力量，等待俱樂部返鄉後實施復仇。

潘尼懷斯在電影中有其他不同的化身，瓊·葛雷格森（Joan Gregson）飾演克什夫人（Mrs. Kersh），獨居貝芙莉老家的老婦人，實為潘尼懷斯偽裝。傑維爾·伯特飾演屢次驚嚇艾迪的麻風病人，以及克什夫人的怪物真面目。傑克森·羅伯·史考特飾演小喬·丹柏，比爾的已故弟弟，1989年死於潘尼懷斯之手。歐文·提格飾演派翠克·霍克斯塔德（Patrick Hockstetter），德利鎮惡霸，跟在鮑爾斯的跟班之一，同樣在1989年死於潘尼懷斯之手。史柯斯嘉本人在影片中同時以未化妝形式現身，用著自己的原名鮑勃·格雷（Bob Gray）。
茉莉·艾金森（Molly Atkinson）回歸飾演索妮亞·卡斯布拉克（Sonia Kaspbrak），艾迪患有精神疾病的母親，而艾金森這次同時飾演成年艾迪的妻子麥拉（Myra），與索妮亞酷似的女子。查維爾·多蘭和泰勒·佛雷（Taylor Frey）飾演亞卓恩·麥隆和唐·哈卡帝（Adrian Mellon and Don Hagarty），電影開頭時在嘉年華玩樂的男同性戀情侶。傑克·威利飾演約翰·「維比」·嘉頓（John "Webby" Garton），襲擊亞卓恩和唐的反同性戀團體領袖。路克·羅斯勒（Luke Roessler）飾演狄恩（Dean），住在比爾老家住宅的小男孩。萊恩·基耶拉·阿姆斯特朗飾演維多莉亞·福勒（Victoria Fuller），一位本地小女孩，由於臉上長著胎記，輕易被潘尼懷斯誘惑而抓去吃掉。潔絲·威克斯勒飾演奧德菈·菲利普斯（Audra Phillips），比爾的電影明星妻子。威爾·班因布林克飾演湯姆·羅根（Tom Rogan），貝芙莉的丈夫，生性暴力的家暴人士。
其他回歸演員包括史蒂芬·博格特（Stephen Bogaert）飾演艾文·馬許（Alvin Marsh），貝芙莉的暴力父親。梅根·查本提爾飾演葛蕾塔·基恩（Gretta Keene），小鎮藥局店長之女，童年時在校常欺負貝芙莉；朱諾·雷納迪（Juno Rinaldi）飾演成年的葛蕾塔。喬·波斯迪克（Joe Bostick）飾演葛蕾塔的父親。羅根·湯普森和傑克·辛姆（Logan Thompson and Jake Sim）飾演維克·克里斯和貝奇·哈金斯（Vic Criss and Belch Huggins）。
原小說作者史蒂芬·金客串德利鎮當鋪店長，導演安迪·馬希提客串藥店的一位客人。彼得·博丹諾維奇飾演執導改編自比爾小說的電影導演，而在1990年同名電視劇中飾演班·漢斯康的布蘭登·克萊恩（Brandon Crane），在電影中客串班的建築公司中的一名董事會成員。著名導演吉勒摩·戴托羅原計劃客串學校走廊中的一位清潔工，但他最終沒有出現在電影裡。

## 製作
2016年2月16日，製片人羅伊·李在接受Collider采訪時提到第二部電影，說「道柏曼與馬希提共同撰寫了最新的草稿，所以它被設想為兩部電影」。2017年7月19日，馬希提透露計劃在明年春天製作其續集，並補充「我們可能會在2018年1月為第二部分編寫腳本。理想情況下，我們將在三月份開始準備。第一部分只關於孩子，第二部分是關於這些人物在30年後作為成年人，回想起1989年當他們還是孩子的時候」。2017年7月21日，馬希提談到期待在第二部電影中進行第一部電影不存在的對話，「看起來我們將要這樣做，這不是續集。這是下半場，與第一集連接」。馬希提確認第一部電影中的兩個刪剪場面有望加入第二部電影中，其中一個是書中的「黑點」火災。
2017年9月，新線影業宣佈續集將於2019年9月30日上映，由蓋瑞·道柏曼編寫劇本，安迪·馬希提也有望回歸執導續集。

### 選角
2017年9月，安迪·馬希提和妹妹芭芭拉·馬希提提到潔西卡·崔絲坦將是成年版的貝芙莉·馬許的首選。2017年11月，崔絲坦本人對這個項目表示有興趣。最後在2018年2月，崔絲坦正式加盟劇組。2018年4月，詹姆斯·麥艾維和比爾·哈德加盟劇組，分別飾演成年版的比爾·丹柏和瑞奇·托茲。2018年5月，傑·瑞安、詹姆士·蘭森和安迪·賓加盟劇組，分別飾演成年版的班·漢斯康、艾迪·卡斯布拉克和史丹·尤瑞斯。2018年6月，以賽亞·穆斯塔法加盟劇組，飾演成年版的麥克·韓洛。

### 拍攝
主題拍攝於2018年6月19日在松林多倫多工作室，以及安大略省霍普港、奧沙華和多倫多附近的地點進行，並在2018年10月31日結束拍攝。

## 發行
《牠：第二章》於2019年9月6日在美國上映，並由華納兄弟發行。

## 迴響

### 評價
爛番茄根據347條評論，持有63%的新鮮度，平均得分6.09／10，觀眾投票獲得78%的分數，平均得分為4.02／5。在Metacritic上，電影獲得了58分。

### 票房
台灣方面，首日票房為新台幣1048萬元，比起首集成長49%；首週四天票房為新台幣5085萬元，相較首集成長25%；次週票房累計至新台幣9248萬元；第三週票房累計至新台幣1.07億元；第四週票房累計至新台幣1.13億元；最終全台票房為新台幣1.16億元。
| 上一届： 《全面攻佔3：天使救援》 | 2019年美國週末票房冠軍 第36-37週 | 下一届： 《唐頓莊園》 |
| 上一届： 《全面攻佔3：天使救援》 | 2019年台北週末票房冠軍 第36週    | 下一届： 《天氣之子》 |
| 上一届： 《全面攻佔3：天使救援》 | 2019年香港一週票房冠軍 第37-38週 | 下一届： 《星際任務》 |

## 外部連結
- 互联网电影数据库（IMDb）上《牠：第二章》的资料（英文）
- Box Office Mojo上《牠：第二章》的資料（英文）
- Metacritic上《牠：第二章》的資料（英文）
- 爛番茄上《牠：第二章》的資料（英文）
- AllMovie上《牠：第二章》的资料（英文）
- 開眼電影網上《牠：第二章》的資料（繁體中文）
- 时光网上《牠：第二章》的資料（简体中文）
- 豆瓣电影上《牠：第二章》的資料 （简体中文）